# La Freissinouse
Ne doit pas être confondu avec Freissinières.
La Freissinouse est une commune française située dans le département des Hautes-Alpes, en région Provence-Alpes-Côte d'Azur.
Ses habitants sont appelés les Freissinousiens.

## Géographie

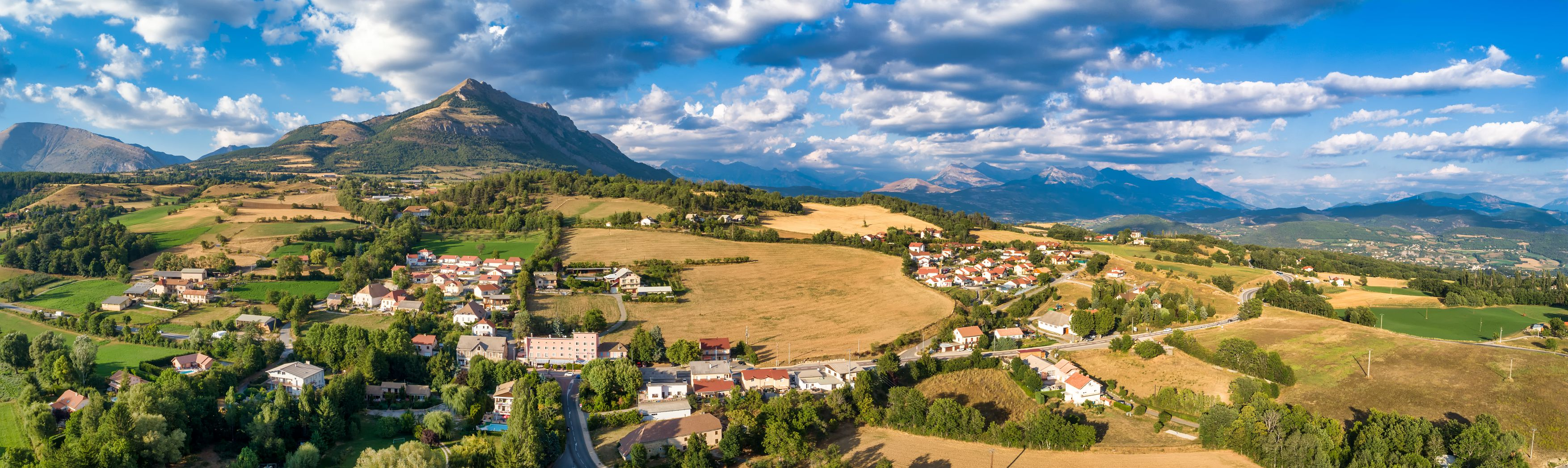
Panoramique de La Freissinouse.

### Localisation
La commune de La Freissinouse est située à 10 kilomètres de Gap à environ 960 mètres d'altitude.
Plusieurs hameaux la composent : Saint-André, la Selle, les Pons, la Basse Freissinouse.
| - OpenStreetMap Limite communale |

Quatre communes sont limitrophes de La Freissinouse :
| La Roche-des-Arnauds |                 |     |
| Manteyer             | La Freissinouse | Gap |
|                      | Pelleautier     |     |

### Voies de communication et transports

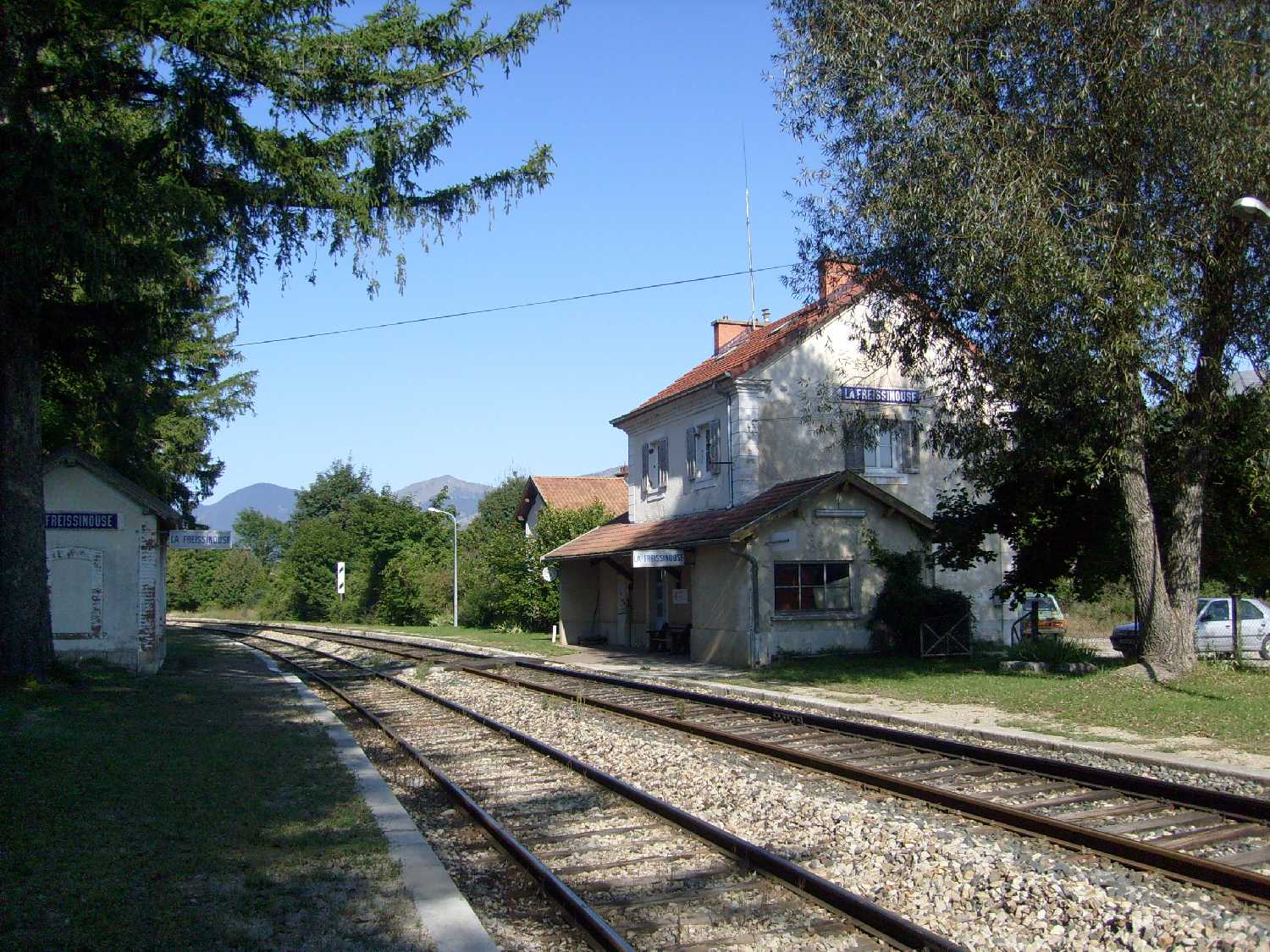
L'ancienne gare située sur la ligne Veynes - Briançon.

#### Voies routières
Son territoire est traversé par la route départementale 994, reliant vallée du Rhône (vers Orange), le Buëch (Serres) et Veynes à Gap, ainsi que les départementales 19, 47 (vers Pelleautier), 118 (vers Manteyer) et 247.

#### Transport ferroviaire
La Freissinouse possédait une gare sur la ligne de Veynes à Briançon. Celle-ci est fermée aux voyageurs ; la gare la plus proche est celle de Gap. L'évitement est encore utilisé pour le croisement des trains.

### Climat
Pour des articles plus généraux, voir Climat de Provence-Alpes-Côte d'Azur et Climat des Hautes-Alpes.
En 2010, le climat de la commune est de type climat des marges montargnardes, selon une étude du Centre national de la recherche scientifique s'appuyant sur une série de données couvrant la période 1971-2000. En 2020, Météo-France publie une typologie des climats de la France métropolitaine dans laquelle la commune est exposée à un climat de montagne ou de marges de montagne et est dans la région climatique Alpes du sud, caractérisée par une pluviométrie annuelle de 850 à 1 000 mm, minimale en été.
Pour la période 1971-2000, la température annuelle moyenne est de 9,1 °C, avec une amplitude thermique annuelle de 17,2 °C. Le cumul annuel moyen de précipitations est de 957 mm, avec 7,6 jours de précipitations en janvier et 5,6 jours en juillet. Pour la période 1991-2020, la température moyenne annuelle observée sur la station météorologique de Météo-France la plus proche, « Gap », sur la commune de Gap à 6 km à vol d'oiseau, est de 11,5 °C et le cumul annuel moyen de précipitations est de 863,3 mm. 
La température maximale relevée sur cette station est de 38,2 °C, atteinte le 23 août 2023 ; la température minimale est de −15,3 °C, atteinte le 5 février 2012,,.
Les paramètres climatiques de la commune ont été estimés pour le milieu du siècle (2041-2070) selon différents scénarios d'émission de gaz à effet de serre à partir des nouvelles projections climatiques de référence DRIAS-2020. Ils sont consultables sur un site dédié publié par Météo-France en novembre 2022.

## Urbanisme

### Typologie
Au 1er janvier 2024, La Freissinouse est catégorisée commune rurale à habitat dispersé, selon la nouvelle grille communale de densité à 7 niveaux définie par l'Insee en 2022.
Elle est située hors unité urbaine. Par ailleurs la commune fait partie de l'aire d'attraction de Gap, dont elle est une commune de la couronne,. Cette aire, qui regroupe 73 communes, est catégorisée dans les aires de 50 000 à moins de 200 000 habitants,.

### Occupation des sols
L'occupation des sols de la commune, telle qu'elle ressort de la base de données européenne d’occupation biophysique des sols Corine Land Cover (CLC), est marquée par l'importance des territoires agricoles (94,6 % en 2018), une proportion identique à celle de 1990 (94,6 %). La répartition détaillée en 2018 est la suivante : 
terres arables (67,8 %), zones agricoles hétérogènes (15,1 %), prairies (11,7 %), forêts (4,7 %), eaux continentales (0,7 %).
L'évolution de l’occupation des sols de la commune et de ses infrastructures peut être observée sur les différentes représentations cartographiques du territoire : la carte de Cassini (XVIIIe siècle), la carte d'état-major (1820-1866) et les cartes ou photos aériennes de l'IGN pour la période actuelle (1950 à aujourd'hui).

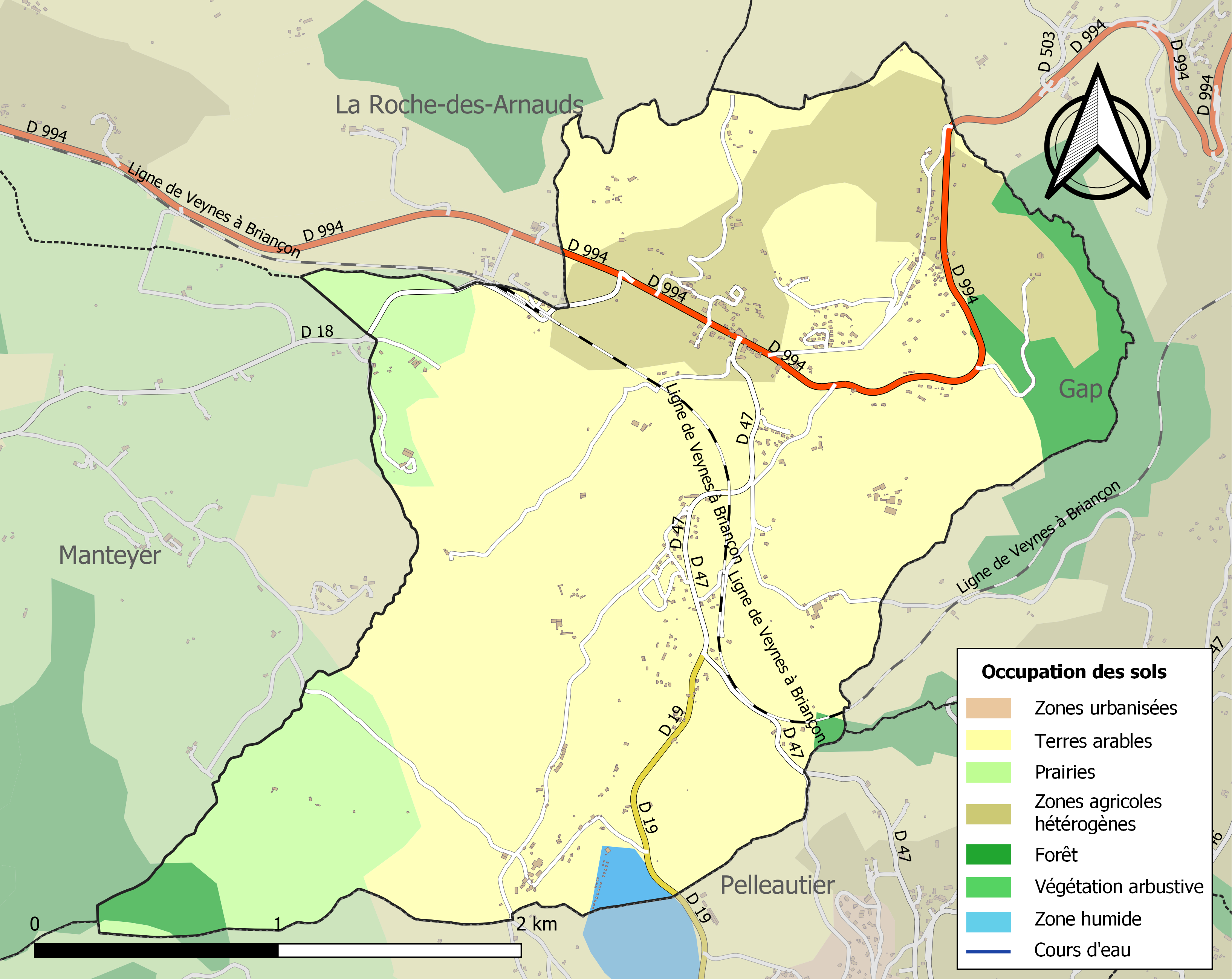
Carte de l'occupation des sols de la commune en 2018 (CLC).

## Toponymie
Le nom de la localité est attesté sous la forme Vallis Fraxenesia au XIe siècle, sous les formes latines Fraisenosa en 1245, Fraisinosa et Fraissenoza vers 1250, Fraissexnosa en 1288, puis sous une forme franco-occitane La Frechenosse en 1486,.
La Freissinosa, en occitan vivaro-alpin, dérive de fraisse, le frêne, accompagné du suffixe collectif -osa. Ce toponyme signifie donc « la frênaie ».

## Politique et administration

### Liste des maires
| Période                                  | Période  | Identité           | Étiquette | Qualité                           |
| ---------------------------------------- | -------- | ------------------ | --------- | --------------------------------- |
| Les données manquantes sont à compléter. |          |                    |           |                                   |
| mars 2001                                | mai 2020 | Jean-Pierre Coyret |           | Retraité salarié du secteur privé |
| mai 2020                                 | En cours | Gérald Chenavier,  |           | Technicien                        |

### Intercommunalité
La Freissinouse fait partie : 
- de 1995 à 2014, de la communauté de communes de Tallard-Barcillonnette[18] ;
- de 2014 à 2017, de la communauté d'agglomération du Gapençais ;
- à partir du 1er janvier 2017, de la communauté d'agglomération Gap-Tallard-Durance.

## Population et société

### Démographie
L'évolution du nombre d'habitants est connue à travers les recensements de la population effectués dans la commune depuis 1793. Pour les communes de moins de 10 000 habitants, une enquête de recensement portant sur toute la population est réalisée tous les cinq ans, les populations de référence des années intermédiaires étant quant à elles estimées par interpolation ou extrapolation. Pour la commune, le premier recensement exhaustif entrant dans le cadre du nouveau dispositif a été réalisé en 2004.

En 2022, la commune comptait 948 habitants, en évolution de +15,47 % par rapport à 2016 (Hautes-Alpes : +0,4 %, France hors Mayotte : +2,11 %).
| 1793 | 1800 | 1806 | 1821 | 1831 | 1836 | 1841 | 1846 | 1851 |
| ---- | ---- | ---- | ---- | ---- | ---- | ---- | ---- | ---- |
| 358  | 325  | 380  | 370  | 373  | 388  | 355  | 360  | 397  |

| 1856 | 1861 | 1866 | 1872 | 1876 | 1881 | 1886 | 1891 | 1896 |
| ---- | ---- | ---- | ---- | ---- | ---- | ---- | ---- | ---- |
| 380  | 378  | 349  | 320  | 321  | 359  | 347  | 336  | 332  |

| 1901 | 1906 | 1911 | 1921 | 1926 | 1931 | 1936 | 1946 | 1954 |
| ---- | ---- | ---- | ---- | ---- | ---- | ---- | ---- | ---- |
| 307  | 303  | 290  | 257  | 250  | 247  | 238  | 236  | 214  |

| 1962 | 1968 | 1975 | 1982 | 1990 | 1999 | 2004 | 2006 | 2009 |
| ---- | ---- | ---- | ---- | ---- | ---- | ---- | ---- | ---- |
| 230  | 228  | 224  | 334  | 365  | 456  | 477  | 503  | 497  |

| 2014 | 2019 | 2022 | - | - | - | - | - | - |
| ---- | ---- | ---- | - | - | - | - | - | - |
| 769  | 904  | 948  | - | - | - | - | - | - |

## Économie

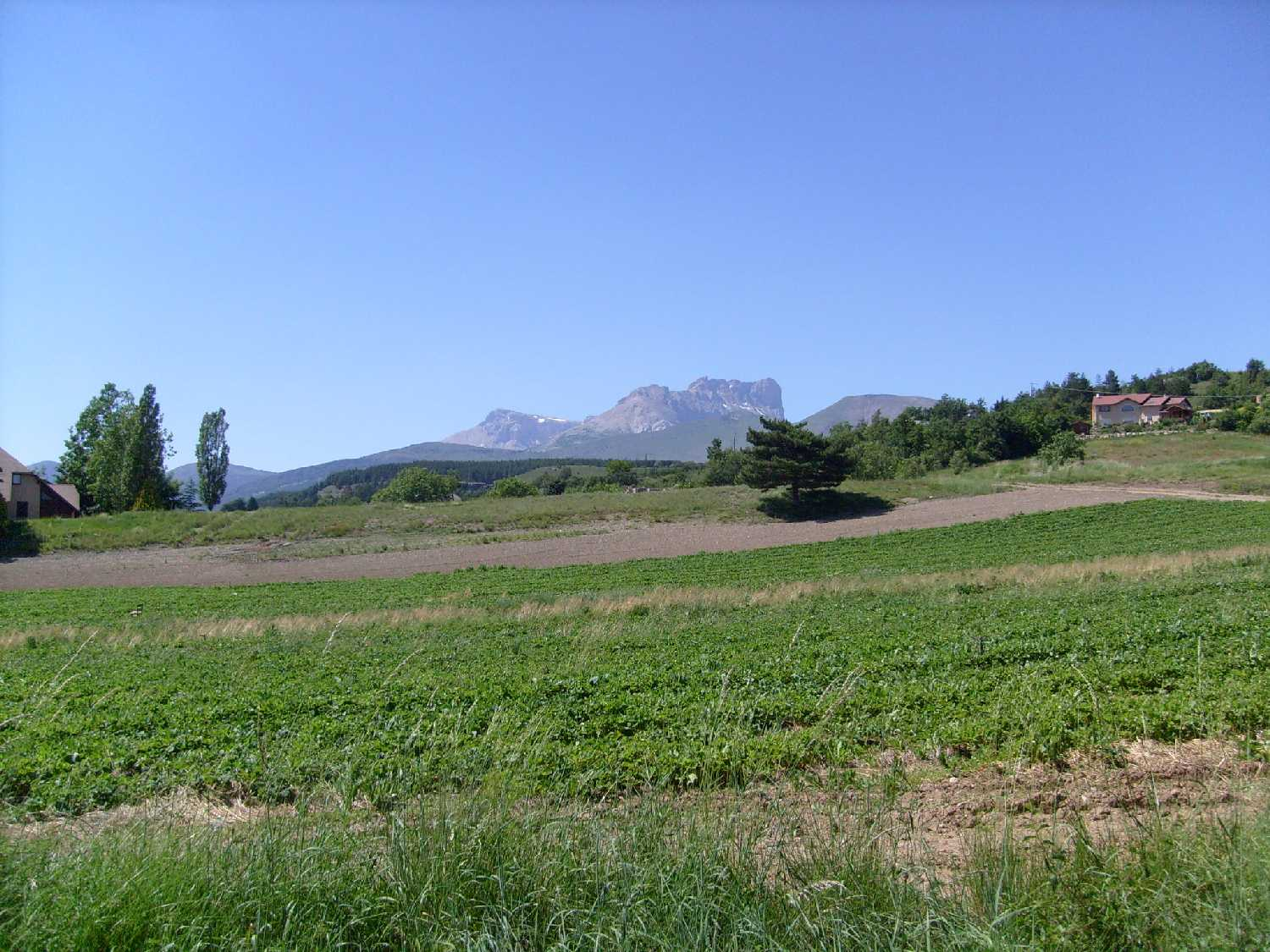
Culture de la fraise.

L'agriculture (fruits et légumes) tient une place importante dans l'économie de la commune. La fraise n'est plus cultivée depuis au moins 2011.

## Culture locale et patrimoine

### Lieux et monuments
- Chapelle Notre-Dame des Pons du XVIIIe siècle
- Église Saint-André de La Freissinouse

### Héraldique
| Blason de La Freissinouse | Blason  | Parti : au 1er losangé d'argent et de gueules, au 2e coupé au I écartelé d'azur à trois fleurs de lys d'or et d'or, au dauphin d'azur barbé, crêté, peautré, oreillé et lorré de gueules, au II palé d'or et de gueules de huit pièces, le tout sommé d'un chef d'or chargé de deux arbres de gueules. |
| Blason de La Freissinouse | Détails | Adopté par la municipalité. |